# Toyalana spinosa
Toyalana spinosa är en insektsart som beskrevs av Asche 1988. Toyalana spinosa ingår i släktet Toyalana och familjen sporrstritar. Inga underarter finns listade i Catalogue of Life.